# Chlorodesmis
Chlorodesmis é um género de algas, pertencente à família Udoteaceae.

## Espécies
- Chlorodesmis baculifera
- Chlorodesmis caespitosa
- Chlorodesmis dotyi
- Chlorodesmis fastigiata
- Chlorodesmis haterumana
- Chlorodesmis hildebrandtii
- Chlorodesmis major
- Chlorodesmis mexicana
- Chlorodesmis papenfussii
- Chlorodesmis sinensis